# Antarktiszi sédbúza
Az antarktiszi sédbúza (Deschampsia antarctica) Antarktika két virágos növényfajának egyike – a másik a felemásvirágú szegfű (Colobanthus quitensis). Az Antarktiszi-félsziget és a környező szigetvilág jégmentes felszínű területein, a tengerpart közeli zónában már régóta tömeges megjelenésű egyszikű növény, és 2007-ben is erősen terjeszkedett.
A déli szélesség 56. fokától délebbre még előfordul ez a növényfaj, pedig az 56. foktól kezdve nagyon kevés növény él meg. Eddig csak nagyon nehezen lehetett rátalálni arra a néhány tőre, melyek egy-egy sziklapárkány északi oldalán vagy más hasonlóan védett helyen nőttek. A 2004. évi nyár idején azonban zöld csomói mindenfelé feltűntek, és olyan helyeken is összefüggő gyepet alkottak, ahol korábban a hóviharok miatt nem nőhetett.